# GmailFS
GmailFS no ha de ser confós amb  GoogleFS, sistema d'arxius creat per Google per manejar els arxius grans de manera ràpida i eficient.
El GMail File System o GmailFS és un Sistema virtual de fitxers desenvolupat per Richard Jones que utilitza un compte de Gmail com a mètode d'emmagatzematge. GmailFS s'escriu per Linux, però també està disponible per Windows i Mac OS X.
GmailFS funciona construint un sistema d'arxius mitjançant el mòdul carregable del nucli Filesystem in Userspace (FUSE) (sistema d'arxius en espai d'usuari), i maneja la comunicació amb Gmail a través de la  biblioteca de Python libgmail. GmailFS mateix s'escriu en Python també. La dada s'emmagatzema en forma d'un o més adjunts, permetent que es pugi un arxiu amb grandària superior al màxim admès per Google.
La velocitat d'aquest sistema d'arxius és limitada per la velocitat de la connexió d'Internet de l'usuari.
Cal assenyalar que les polítiques de Gmail no prohibeixen directament l'ús de GmailFS. No obstant això, es manifesta que "Google també reserva el dret a modificar, suspendre o cancel·lar el servei amb avís o sense en qualsevol moment i sense cap responsabilitat a l'usuari" i "Google reserva el dret a negar-se a proveir servei a qualsevol en qualsevol moment sense avís i per qualsevol raó ". Com a resultat, Google podria desactivar els comptes usades amb GmailFS quan vulgui i sense avís. A conseqüència, GmailFS no hauria de considerar fiable com a mètode de fer  còpies de seguretat de les dades importants. A més, les polítiques de programa prohibeixen que "l'usuari modifiqui o emmarqui qualsevol porció de les pàgines web que sigui part del servei de Gmail", el que, discutiblement, ocorre en usar GmailFS, que "transforma" els documents enviats mitjançant HTTP en dades accessibles via FUSE.
Alguns usuaris de GmailFS usen la  codificació a nivell de sistema d'arxius per protegir la dada emmagatzemat en els servidors de Google.